# Doxastichon
Il Doxastichon (in greco: Δοξαστικόν, verso di gloria) è un tipo di inno della Divina Liturgia usato nelle chiese d'Oriente - chiese ortodosse e chiese cattoliche di rito orientale - che seguono il rito bizantino.